# William DuVall
William Bradley DuVall (wym. [ˈwɪljəm ˈbrædli duˈvɑl]; ur. 6 września 1967 w Waszyngtonie) – amerykański muzyk, kompozytor, wokalista, autor tekstów i producent muzyczny. Założyciel i frontman zespołu Comes with the Fall, w którym występował w latach 1999–2008. Od 2006 członek formacji Alice in Chains. W pierwszej połowie lat 80. był silnie związany z nurtem hardcore punk, występując w zespołach Awareness Void of Chaos i Neon Christ. Na przełomie lat 80. i 90. był członkiem tria czerpiącego z szeroko pojętej muzyki rozrywkowej – No Walls (1988–1992). Od 1996 do 1999 występował w zespole Madfly. W 2016 dołączył do supergrupy Giraffe Tongue Orchestra, z którą nagrał jeden album studyjny. W 2019 DuVall opublikował swój pierwszy album solowy – One Alone.
Poza muzyką, DuVall ukończył Georgia State University i zdobył dyplom z filozofii, specjalizując się w tematach religijnych.

## Życiorys

### Rodzina i młodość
William Bradley DuVall urodził się 6 września 1967 w Waszyngtonie. Jego babka ze strony matki była pochodzenia holenderskiego i północnoafrykańskiego (Maurowie), natomiast babka ze strony ojca wywodziła się z Karoliny Południowej. Naukę gry na gitarze rozpoczął w 1976, gdy mieszkał ze swoją matką i starszym o 10 lat kuzynem Donaldem, który posiadał własną kolekcję płyt. Jego pierwszym albumem był koncertowy Band of Gypsys (1970) Jimiego Hendrixa. „Od prawie 40 lat fascynują mnie gitary. Przejęły kontrolę nad każdym ważnym wydarzeniem w moim życiu; każda uroczystość, rozczarowanie lub zawód miłosny od dzieciństwa do okresu dojrzewania, aż po dorosłość, kiedy gra staje się trudniejsza, a stawka wyższa. Przez te wszystkie lata gitara była moim stałym towarzyszem” – przyznawał.
Do jego młodzieńczych inspiracji należeli między innymi Black Flag, Funkadelic, Jimi Hendrix, Ornette Coleman, The Stooges, Television i The Velvet Underground. Idolem DuValla był Michael Hampton. W 1981 namówił swojego dziadka, by ten zabrał go do kina na dokument poświęcony scenie hardcore’owej Los Angeles – The Decline of Western Civilization (1981, reż. Penelope Spheeris). „Dla mnie zobaczenie tam Black Flag, tego jak się prezentowali, jaką mieli energię, było jak objawienie. Zdobyłem album Damaged [1981] i zrozumiałem, że ja też mogę to robić, też mogę mieć zespół” – wspominał.
W tym samym czasie matka DuValla ponownie wyszła za mąż i cała rodzina przeprowadziła się z Waszyngtonu do Atlanty w stanie Georgia, gdzie jego ojczym otrzymał ofertę pracy. „Kompletnie nic się tam nie działo, co miało też swój romantyzm – razem z przyjaciółmi mogliśmy sami zbudować lokalną scenę” – argumentował. Pod koniec lat 80. ukończył Georgia State University w Atlancie, uzyskując dyplom z filozofii, specjalizując się w tematach religijnych.

### Działalność artystyczna

#### Okres punk rocka (1983–1987)

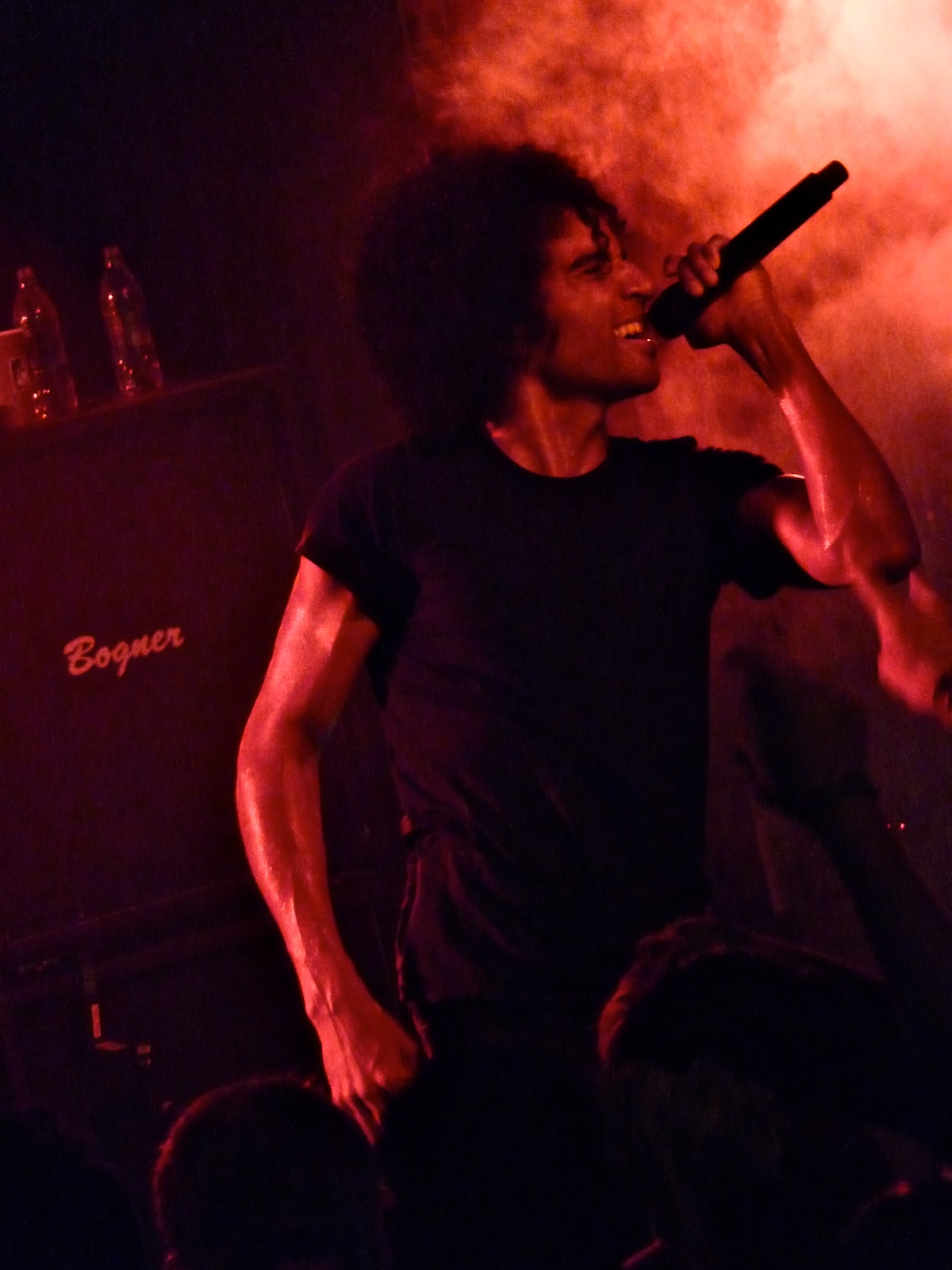
William DuVall (2009)

W latach młodości DuVall związany był ze sceną punkową Atlanty. Działalność artystyczną rozpoczął na początku lat 80., występując wraz z dwoma czarnoskórymi kolegami w amatorskim zespole Awareness Void of Chaos, prezentującym muzykę z pogranicza thrash punku i reggae. Jesienią 1983 DuVall był współzałożycielem grupy hardcore punk Neon Christ. Pełnił w niej rolę gitarzysty. „Perkusista miał 14 lat, kiedy zorganizowaliśmy naszą pierwszą trasę. Nikt z nas nie mógł prowadzić, musieliśmy więc prosić starszych kolegów wokalisty, by nas wozili na koncerty – i tak zjeździliśmy całe wschodnie wybrzeże” – przyznawał. Na początku 1984 muzycy opublikowali debiutancki minialbum Parental Suppression, utrzymany w klimacie Bad Brains i Minor Threat, który ukazał się nakładem wytwórni Social Crisis Records. Według wokalisty Randy’ego DuTeau zespół w początkowym okresie tworzył pod silnym wpływem thrash metalu, lecz ich muzyka ewaluowała od nacisku na szybkość z akcentem na strukturę i melodię. Jak wspominał, ta muzyczna progresja była w dużej mierze wynikiem zróżnicowanych wpływów muzycznych DuValla, który w równym stopniu inspirował się hardcore’em i free jazzem spod znaku Alberta Aylera.

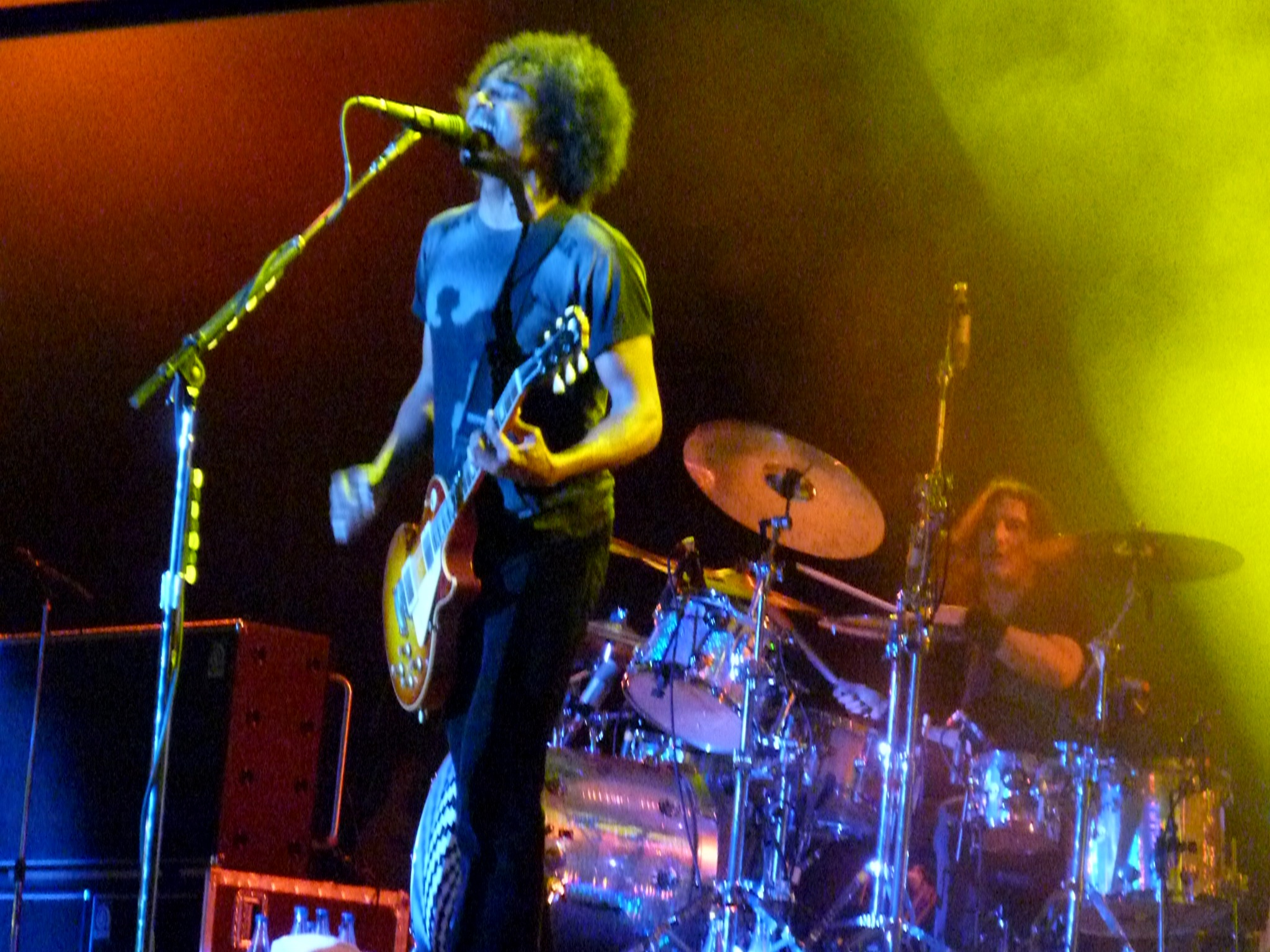
DuVall i Sean Kinney w ramach Black Gives Way to Blue Tour (2010)

Po rozpadzie Neon Christ w 1986, DuVall opuścił Atlantę i na krótko związał się z kalifornijskim zespołem punkowym Blast, zastępując gitarzystę Steve’a Stevensona. „Miałem wtedy około 18 lat. Moja grupa z Atlanty, Neon Christ, rozpadła się i członkowie Blast byli prawdopodobnie jednymi ludzi w kraju w owym czasie, którzy mieli ten sam podstawowy zmysł estetyczny co ja, na temat tego, jak powinna brzmieć muzyka. Graliśmy nawet na tego samego rodzaju gitarach. Byliśmy spokrewnionymi duszami, więc przeniosłem się do ich grupy” – wspominał po latach DuVall. Muzyk miał swój wkład w pisanie materiału na album studyjny It’s in My Blood (1987), lecz był zbyt krótko w zespole, aby zagrać na płycie (jego zaginione ścieżki gitarowe odnaleziono w 2013). W opinii DuValla głównym powodem opuszczenia Blast były różnice artystyczne. „Uważam, że to trochę ograniczające. Byli jedynie surferami próbującymi grać muzykę rockową. Chciałem przekonać ich do takich rzeczy, jak John Coltrane lub MC5, ale nie mieli na to ochoty. Zabawa z nimi była fajna, ale skończyłem to”.
W 1987 DuVall został inicjatorem utworzenia punk-metalowej formacji Final Offering, skład której uzupełnili wokalista Randy Gue (dawniej pełniący funkcję roadie na koncertach Neon Christ), basista Corrosion of Conformity, Mike Dean i perkusista Greg Psomas. Final Offering był krótkotrwałym projektem, a Psomas zmarł w 1993 z powodu uzależnienia od heroiny.

#### Późniejsza kariera (1988–2006)

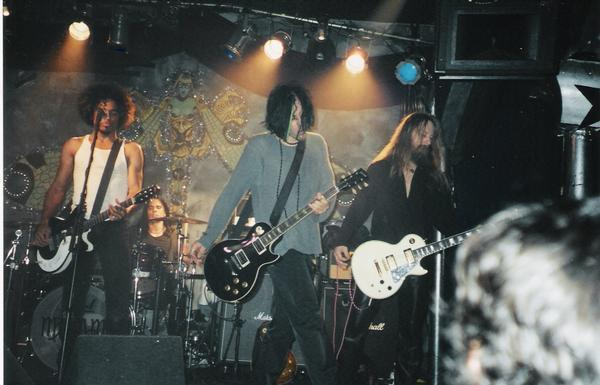
Od lewej: William DuVall, Bevan Davies, Nico Constantine i Jerry Cantrell, w trakcie koncertu zespołu Comes with the Fall (2002)

W 1988 DuVall utworzył trio No Walls, a jego skład uzupełnili basista Hank Schroy i perkusista Matthew Cowley. Zespół prezentował szeroko pojętą muzykę rozrywkową, będącą fuzją takich gatunków, jak art rock, jazz, pop, rock psychodeliczny, soul czy world music. Jedyny minialbum formacji – No Walls – ukazał się w 1992. Mimo pochlebnych ocen twórczości – David Fricke z magazynu „Rolling Stone” opisał ich jako „genialną kolizję ścięgnistych manewrów punka, jazzu i kompozycji art rockowych” – No Walls zostało rozwiązane w 1992, wskutek rozczarowującego przyjęcia płyty. „Myślałem, że No Walls to bilet. To była cała muzyka, którą kochałem, wrzucona do jednego zespołu, ale jedyne co miałem to ludzi, mówiących mi, że nie mam piosenki” – wspominał wokalista.
W 1996 muzyk założył glamrockowy zespół Madfly, inspirowany twórczością Davida Bowiego, Led Zeppelin i Prince’a. W skład grupy weszli Nico Constantine (gitara), Jeffery Blount (gitara basowa) i Bevan Davies (perkusja), a DuVall pełnił rolę frontmana. Na scenie członkowie zespołu korzystali z bodypaintingu i krzykliwych kostiumów. W opinii muzyka Madfly było „reakcją na wściekłość i wkurzenie”, która wynikała z frustracji spowodowanej brakiem komercyjnej atrakcyjności No Walls. Jak wspominał: „Ubieraliśmy się w głupie ubrania i mówiłem: «Jeśli mam być błaznem dla twoich dupków, będę się dobrze bawił i pisał fajną muzykę»”. Zespół nagrał dwa albumy studyjne – Get the Silver (1996) i White Hot in the Black (1998).
W 1999 Madfly zostało przekształcone w Comes with the Fall, gdzie DuVall powrócił do komponowania dojrzalszych utworów. Skład został uzupełniony o basistę Adama Stangera. Początkowo grupa spotkała się z niewielkim zainteresowaniem, wskutek czego muzycy przenieśli się z Atlanty do Los Angeles. W latach 2001–2002 formacja otwierała solowe koncerty gitarzysty Alice in Chains, Jerry’ego Cantrella, promującego drugi album studyjny Degradation Trip (2002). Dzięki wspólnej trasie grupa zdobyła rozgłos i większą rozpoznawalność, a DuVall nawiązał z Cantrellem przyjacielskie stosunki. Zespół opublikował trzy albumy studyjne – Comes with the Fall (2000), The Year is One (2001) i Beyond the Last Light (2007).

#### Obecnie (od 2006)
| „Jakby na to nie patrzeć, to była jedna z trudniejszych decyzji. Dostałem propozycję występów razem z chłopakami jako Alice in Chains. Myślałem nad tym sporo czasu i uznałem, że warto zagrać te kilka wspólnych występów dla fanów. Wszyscy wychodziliśmy z założenia, że to będzie krótki epizod i na tym się zakończy.”— William DuVall |

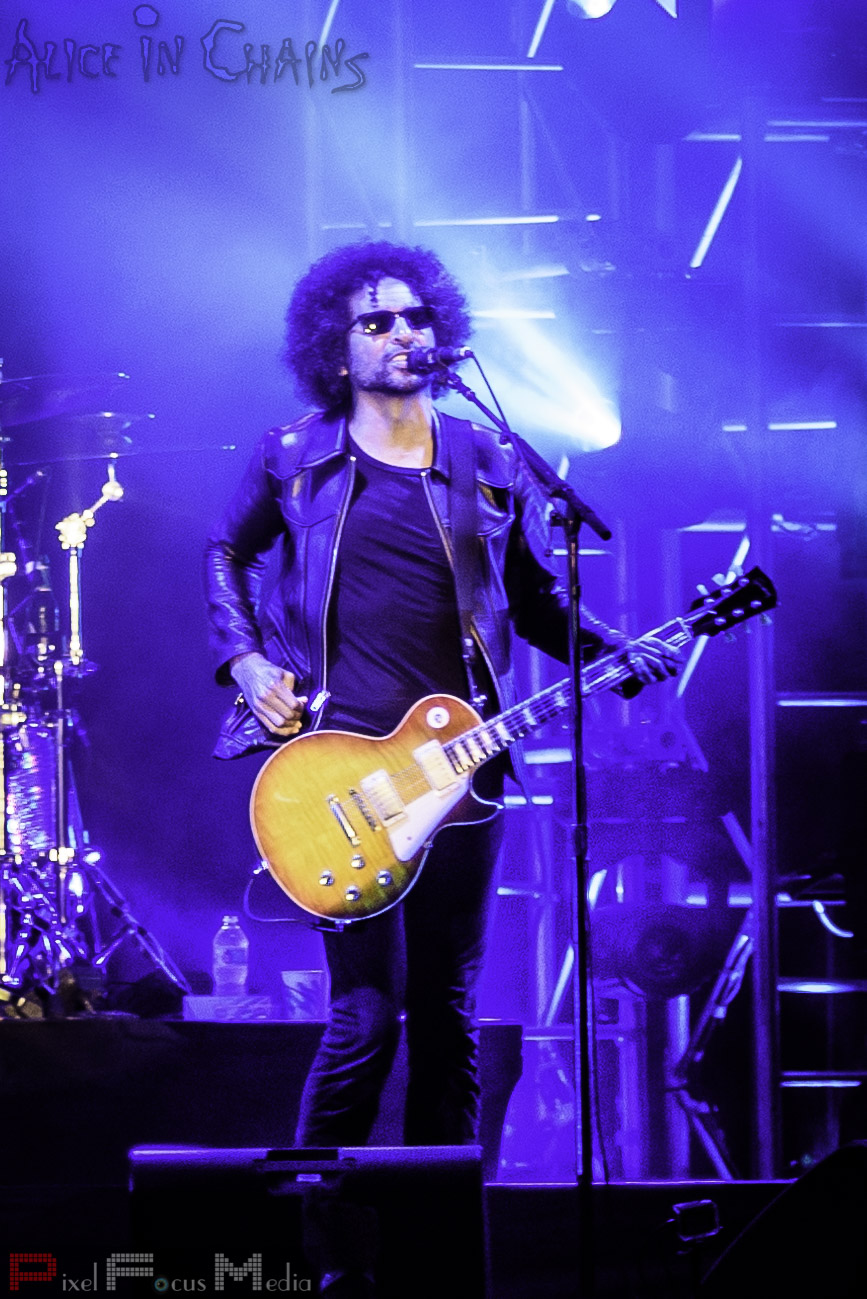
William DuVall w trakcie koncertu Alice in Chains (2016)

Po śmierci wokalisty Layne’a Staleya w kwietniu 2002, zespół Alice in Chains zawiesił działalność na okres trzech lat. Na próbach poprzedzających przyjęcie DuValla do grupy, muzyk wykonał kompozycję „Love, Hate, Love”, pochodzącą z debiutanckiego albumu studyjnego Facelift (1990). 10 marca 2006 wziął udział w swoim pierwszym koncercie z Alice in Chains w Atlantic City, będącym częścią imprezy Decades Rock Live!, transmitowanej przez kanał VH1 Classic. Wystąpił w utworze „Rooster”. Wokalistka Heart, Ann Wilson, która pierwotnie miała zaśpiewać z muzykiem w duecie, zdecydowała się na oddanie mu miejsca. „To było świetne, bo dzięki temu zagwarantowało mi to miejsce w programie, kiedy go nadawano, co dało tak naprawdę początek temu prawdziwemu zmartwychwstaniu zespołu” – oceniał DuVall. Po występie muzyk został nowym wokalistą formacji z Seattle.
W 2006 i 2007 DuVall odbył z zespołem dwie trasy koncertowe – reaktywacyjną Finish What we Started Tour i 2007 North American Tour. W 2008 muzyk wystąpił gościnnie podczas Meltdown Festival, organizowanego przez Massive Attack, pełniąc obowiązki wokalne podczas występu zespołów MC5 i DTK. Na przełomie lutego i marca 2009 grupa Alice in Chains zagrała minitournée na kontynencie australijskim w ramach Australian Tour 2009. We wrześniu tego samego roku opublikowała pierwszy od 14 lat album studyjny – Black Gives Way to Blue, który uzyskał w Stanach Zjednoczonych certyfikat złotej płyty, za sprzedaż 500 tys. egzemplarzy. DuVall skomponował w trakcie sesji utwór „Tongue Tied”, zainspirowany samobójczą śmiercią jednego ze swoich przyjaciół, lecz nie został on uwzględniony na albumie. Trasa Black Gives Way to Blue Tour trwała nieco ponad rok, obejmując 118 koncertów zagranych w Ameryce Północnej i na kontynencie europejskim.

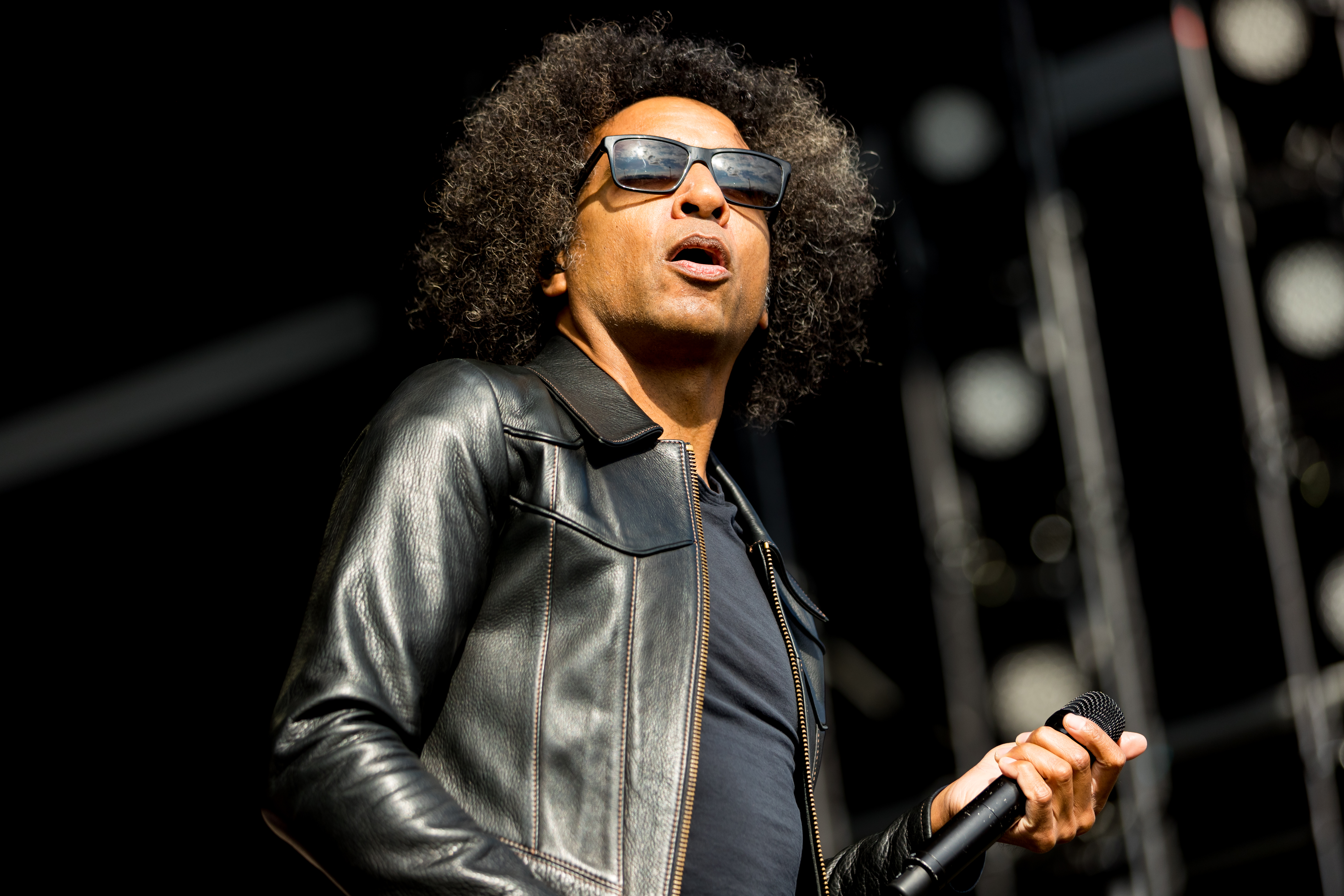
DuVall w trakcie koncertu Alice in Chains na Rock am Ring (2019)

W maju 2013 zespół Alice in Chains wydał piąty album studyjny – The Devil Put Dinosaurs Here, oraz odbył 14-miesięczne tournée The Devil Put Dinosaurs Here Tour, występując między innymi jako headliner w ramach Uproar Festival w Ameryce Północnej, Rock in Rio w Ameryce Południowej, na australijskim Soundwave Festival i w ramach Sonisphere.
19 listopada 2015 DuVall wziął udział w koncercie, będącym hołdem złożonym dla gitarzysty Led Zeppelin, Jimmy’ego Page’a, który został uhonorowany nagrodą EMP Founders Award. Muzyk wystąpił w utworach „When the Levee Breaks”, „Living Loving Maid (She’s Just a Woman)”, „No Quarter”, „How Many More Times”, „Immigrant Song”, „Communication Breakdown” oraz „Four Sticks”. Wziął także udział w wykonaniu kompozycji „Rock and Roll”, która została zagrana ze wszystkimi uczestnikami koncertu, wśród których byli m.in. Duff McKagan, Jerry Cantrell, Kim Thayil i Paul Rodgers. Koncert odbył się w Museum of Pop Culture.
W sierpniu 2018 zespół Alice in Chains opublikował szósty album studyjny – Rainier Fog. 16 stycznia 2019 DuVall i Cantrell wzięli udział w specjalnym koncercie charytatywnym I Am the Highway: A Tribute to Chris Cornell, który odbył się w Kia Forum w Inglewood. Na występie, poświęconemu pamięci Chrisa Cornella, wykonali wspólnie z Jeffem Amentem, Joshem Freese i Stone’em Gossardem cover „Hunted Down” z repertuaru Soundgarden.
4 października 2019 został opublikowany pierwszy album solowy DuValla – One Alone, promowany singlami „Til the Light Guides Me Home” i „White Hot”.

#### Współpraca

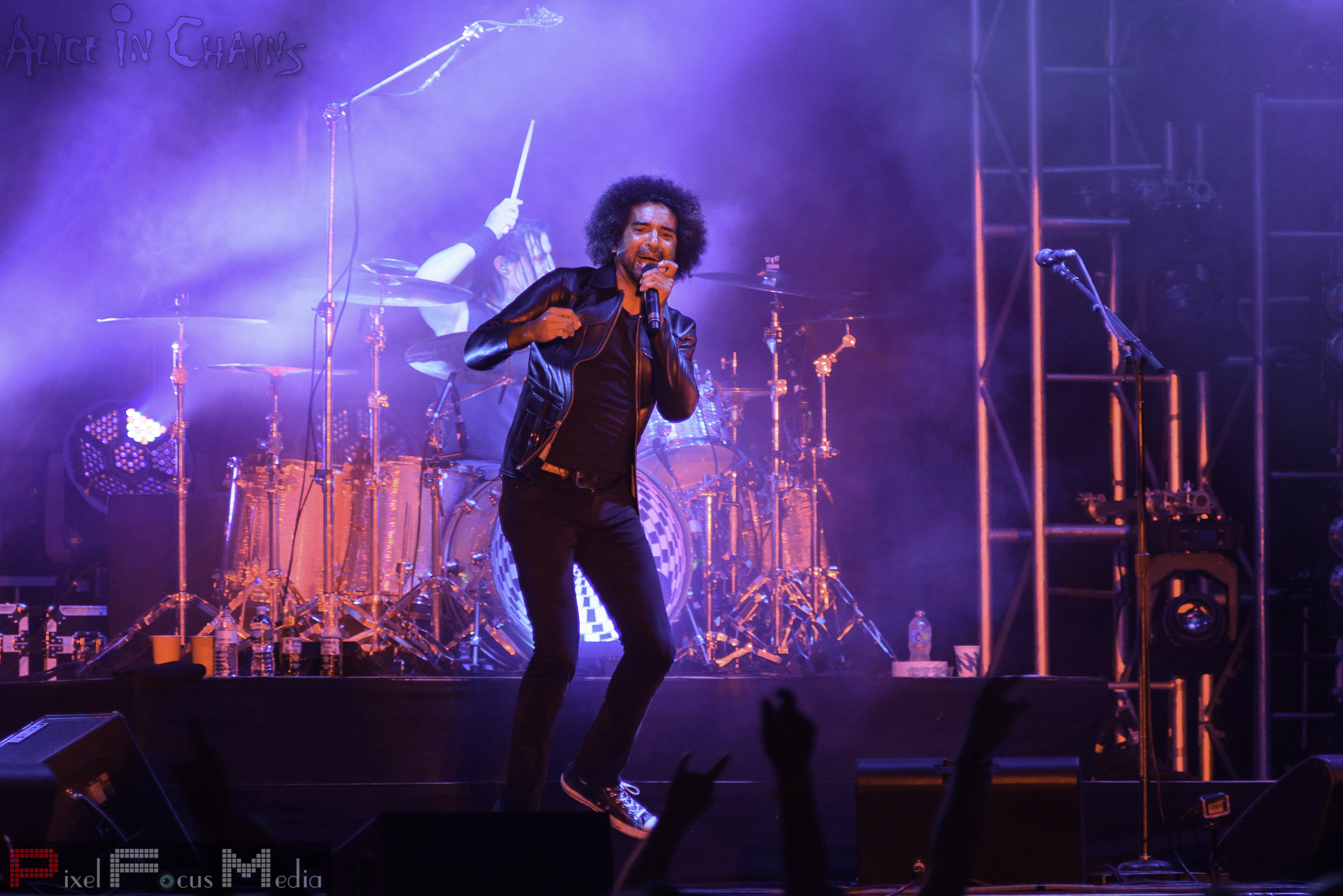
DuVall i Kinney (2016)

Po rozwiązaniu No Walls w 1992, DuVall skupiał się na nauce pisania piosenek, studiując między innymi twórczość The Beatles i Edie Brickell. W 1995 został współautorem utworu „I Know” amerykańskiej piosenkarki Dionne Farris, byłej członkini Arrested Development. Kompozycja nominowana była do nagrody Grammy, a muzyk otrzymał nagrodę Amerykańskiego Stowarzyszenia Kompozytorów, Autorów i Wydawców. W 2007 DuVall zajął się produkcją minialbumu Sticks and Bricks zespołu Program the Dead. Cztery lata później wyprodukował debiutancki album studyjny grupy MonstrO. W 2015 DuVall wystąpił gościnnie, między innymi obok gitarzysty Brenta Hindsa z zespołu Mastodon, na debiutanckiej płycie solowej Bevana Daviesa, perkusisty znanego z zespołów w Comes with the Fall i Danzig.
W 2016 DuVall dołączył do supergrupy Giraffe Tongue Orchestra, złożonej z muzyków Dethklok (Pete Griffin), The Dillinger Escape Plan (Ben Weinman), The Mars Volta (Thomas Pridgen) i Mastodon (Brent Hinds), z którą zrealizował album studyjny Broken Lines (2016), wydany nakładem wytwórni Party Smasher Inc./Cooking Vinyl.

#### Inne projekty
W 2011 DuVall zaangażował się w projekt powstania i wyprodukowania filmu dokumentalnego All Alone Together (reż. Edgar Johnson), przedstawiającego losy zapomnianej sceny punkowej z Atlanty. Pierwsze rozmowy na temat przymiarki do powstania filmu muzyk prowadził z reżyserem w 2005. W 2013, w rozmowie z TeamRock Radio, DuVall przyznał, że planuje zająć się produkcją dwóch filmów dokumentalnych. Pierwszy ma dotyczyć wspomnianej sceny punkowej i nosić tytuł All Alone Together: Neon Christ And Atlanta Hardcore, a drugi ma być poświęcony twórczości perkusisty jazzowego Milforda Gravesa.

## Instrumentarium
Opracowano na podstawie materiału źródłowego:
| Gitary: - Framus Talisman (model sygnowany) - Framus Panthera II Supreme - Framus Diablo Supreme - 1960 Les Paul Standard Reissue - Gibson Les Paul Custom - Guild F-512 Acoustic (gitara dwunastostrunowa) - Fender Mustang - Gibson Hummingbird | Wzmacniacze: - Matchless HC-30 - Friedman Marsha 50W Head - Metropoulos DVL-1 - Metropoulos 1968 Era Efekty: - MXR Phase 95 Mini Phaser - Celestion Vintage 30 |

## Dyskografia

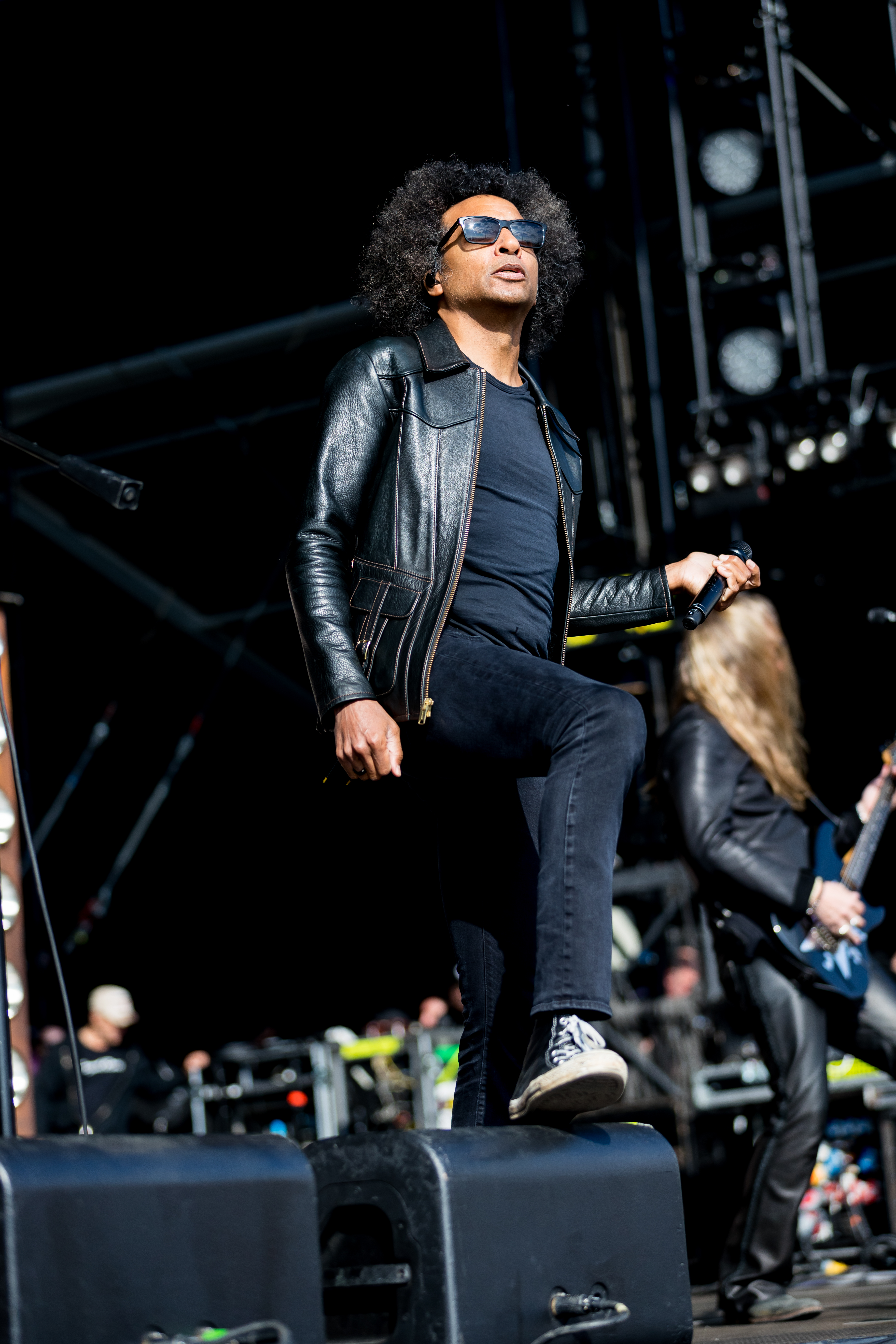
William DuVall (2019)

| Rok  | Album                                          | Uwagi                                        | Źródło |
| ---- | ---------------------------------------------- | -------------------------------------------- | ------ |
| 1984 | Neon Christ – Parental Suppression (EP)        | gitary                                       | [ 45 ] |
| 1990 | Neon Christ – The Knife That Cuts So Deep (EP) | gitary                                       | [ 46 ] |
| 1992 | No Walls – No Walls (EP)                       | śpiew, gitary                                | [ 47 ] |
| 1996 | Madfly – Get the Silver                        | śpiew, gitary                                | [ 48 ] |
| 1998 | Madfly – White Hot in the Black                | śpiew, gitary                                | [ 49 ] |
| 2016 | Giraffe Tongue Orchestra – Broken Lines        | śpiew, wokal wspierający                     | [ 50 ] |
| 2019 | William DuVall – One Alone                     | śpiew, gitara akustyczna, produkcja muzyczna | [ 35 ] |

### Inne
| Rok  | Album                                         | Uwagi                                       | Źródło |
| ---- | --------------------------------------------- | ------------------------------------------- | ------ |
| 1993 | New Version of Soul – Birth of the Souladelic | gościnnie: śpiew w utworze „Git I Away”     | [ 51 ] |
| 2007 | Program the Dead – Sticks and Bricks (EP)     | produkcja muzyczna                          | [ 38 ] |
| 2009 | MC5/DTK – Black to Comm (album koncertowy)    | gościnnie: śpiew                            | [ 24 ] |
| 2011 | MonstrO – MonstrO                             | produkcja muzyczna                          | [ 39 ] |
| 2015 | Bevan Davies – Bevan Davies                   | gościnnie: śpiew                            | [ 40 ] |
| 2016 | Rush – 2112–40th                              | gościnnie: śpiew i gitara w utworze „Tears” | [ 52 ] |

## Filmografia
| Rok  | Tytuł                                                | Uwagi                                            | Źródło |
| ---- | ---------------------------------------------------- | ------------------------------------------------ | ------ |
| ?    | All Alone Together: Neon Christ And Atlanta Hardcore | film dokumentalny, muzyczny (reż. Edgar Johnson) | [ 43 ] |
| 2013 | AIC 23                                               | mockument (reż. Peter Darley Miller)             | [ 53 ] |

## Nagrody i wyróżnienia

### Wyróżnienia indywidualne
| Rok  | Wyróżnienie                                       | Publikacja     | Pozycja |
| ---- | ------------------------------------------------- | -------------- | ------- |
| 2018 | „15 najlepszych gitarzystów rockowych na świecie” | „Total Guitar” | 10      |